# Biseksualitet
Biseksualitet betyder seksuel og/eller romantisk tiltrækning eller adfærd rettet mod to eller flere køn. Nogle fascineres af forskellige ting ved kønnene, andre fokuserer ikke på kønnet, men på andre aspekter af dem, de tiltrækkes af.
Biseksuelle er multiseksuelle.

## Almindelige misforståelser
Ordet kommer af lat. bi-, "to", og sexualis, "kønslig", og benyttes med tre betydninger i vestlig litteratur:
- En biologisk/zoologisk definition – synonymt med hermafroditisme, altså besiddende både mandlige og kvindelige kønsorganer.
- Et mere diffust synonym for androgyni, altså en kombination af maskuline og feminine karaktertræk.
- Seksuel tiltrækning (begærsretning) mod både individer med mandlige respektive kvindelige kropstegn. Det er i denne betydning begrebet benyttes her.

En almindelig misforståelse er, at biseksuelle kun er tiltrukket af mænd og kvinder. Men biseksuelle kan være tiltrukket af ikke-binære genderqueer. En biseksuel kan derfor være tiltrukket af fx kun mænd og genderqueer, eller mænd, kvinder og genderqueer. Er man tiltrukket af alle køn, er man panseksuel. Alle panseksuelle er samtidig biseksuelle, men ikke alle biseksuelle er panseksuelle.

## Livsstil
Biseksuelle kan leve på forskellige måder; f.eks. i livslangt monogami, seriel monogami, polyamori, åbne forhold eller cølibat, lige akkurat som mennesker med andre seksualiteter. I Danmark lever biseksuelle oftere alene med deres børn, end andre LGBT-personer.
Biseksuelle, der er i forhold med personer af det modsatte køn, bliver ofte antaget for at været heteroseksuelle, og biseksualitet er derfor mindre synligt end både heteroseksualitet og homoseksualitet.